# Jean Pierre Targete
Jean Pierre Targete ou J.P. Targete né en 1967 à Miami, Floride, est un peintre  et illustrateur fantasy art américain.

## Biographie
Alors qu'il est encore lycéen à Miami, il reçoit une formation artictique à la PAVAC devenue ensuite New World School of the Arts (en).
Il étudie ensuite à la School of Visual Arts à New York. 
Il se spécialise dans l'illustration de livres de science fiction, et notamment de la couverture, comme Cycle de Fondation et Conan.

## Technique
Il utilise une très grande variété de techniques différentes pour produire ses oeuvres, notamment la peinture à l'huile sur isorel, ou sur des panneaux, avec aussi des acryliques. Occasionnellement, il utilise aussi la gouache, l'aquarelle ou l'encre.

## Œuvres
- Cycle de Fondation d'Isaac Asimov (illustration)
- Cycle des Princes d'Ambre de Roger Zelazny  (illustration)
- Tabula Rasa (jeu vidéo) (jeux)
- Fantasy Flight Games (illustration)
- Wizards of the coast (illustration)
- Harper Collins/ Avon Books / Zebra books
- Time Warner books
- Bantam Books
- Benbella Books
- Scholastic Books (Scholastic Corporation)
- The Science Fiction Book Club/Bookspan
- Arcanum : Engrenages et sortilèges
- Ceaco (puzzle illustration)
- Claw-Hide, Doppel Shock, Myzary  [2]
- Quag Keep & Return to Quag Keep d'Andre Norton & Jean Rabe (cover)
- "The Moonshae Trilogy" (1987-1989) de Douglas Niles, Forgotten Realms (cover)
- "Elminster's Daughter" (2004) d'Ed  Greenwood (cover)
- "City of Splendors: A Waterdeep Novel" (2005) d'Ed  Greenwood & Elaine Cunningham (cover)

## Distinctions
- Il reçoit en 2001 le prix Chesley[3] pour la couverture du livre Circle at Center[4].